# St. Peter (Ensheim)

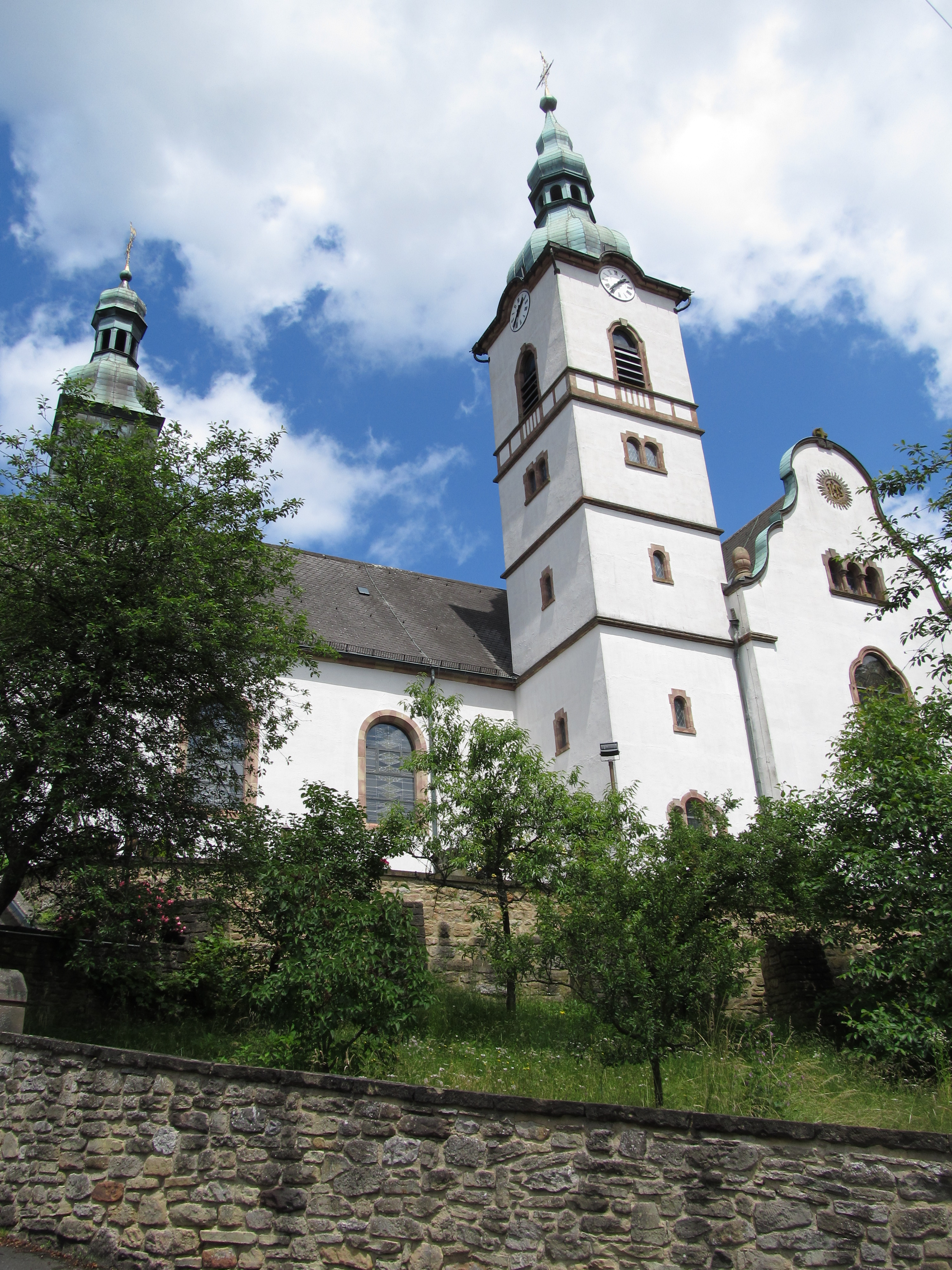
Die katholische Pfarrkirche St. Peter in Ensheim

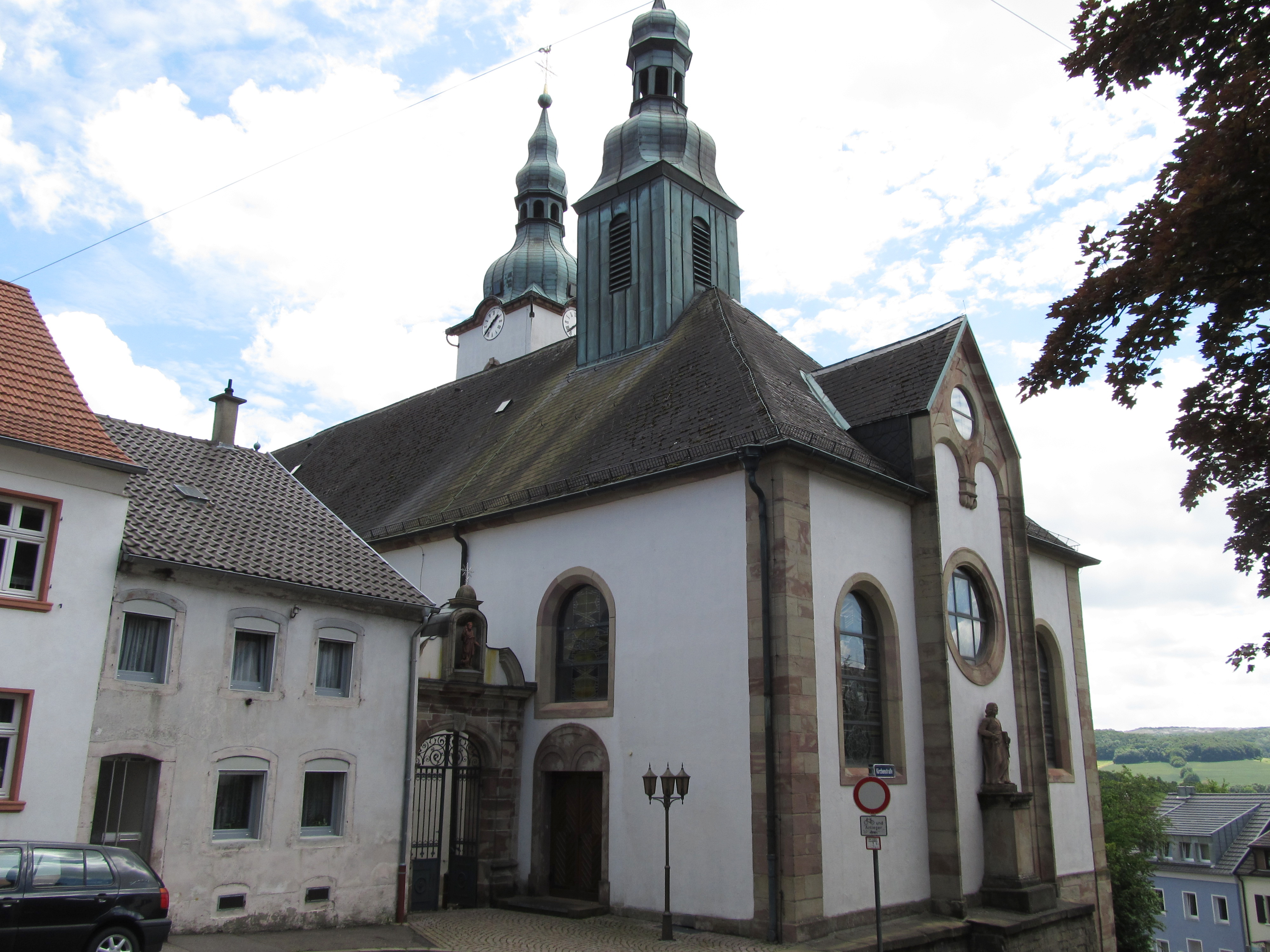
Blick auf den westlichen Teil des Langhauses

Die Kirche St. Peter ist eine katholische Pfarrkirche in Ensheim, einem Stadtteil der saarländischen Landeshauptstadt Saarbrücken. Kirchenpatron ist der Apostel Petrus. In der Denkmalliste des Saarlandes ist die Kirche als Einzeldenkmal aufgeführt.
Die Pfarrei St. Peter sowie die Pfarrei St. Laurentius im benachbarten Eschringen gehören zum Bistum Speyer, alle anderen Pfarreien im Stadtgebiet von Saarbrücken gehören zum Bistum Trier. Dies ist auf die Gebiets- und Verwaltungsreform im Saarland 1974 zurückzuführen, bei der Ensheim und Eschringen aus dem damaligen Kreis St. Ingbert, deren Pfarreien zum Speyrer Bistum gehören, ausgegliedert und der Stadt Saarbrücken zugeschlagen wurden.

## Geschichte
Möglicherweise gab es bereits im frühen Mittelalter eine kleine Kirche oder Kapelle in Ensheim. Darauf deutet das St. Petrus-Patronat hin. Das Gotteshaus war vermutlich Teil eines befestigten Platzes an der Stelle, an der 1840–1842 ein Schulhaus errichtet wurde. Bei Ausschachtungsarbeiten zum Bau des Schulgebäudes fand man Mauerreste, Fundamente eines Ringmauerwerks und eine Medaille mit dem Bild des hl. Petrus, die von Historikern ins frühe Mittelalter datiert wurde.
Im Jahr 1155 wurde an der Stelle der heutigen Kirche ein neues Gotteshaus erbaut. Urkunden von 1152 und 1179 bestätigen einen Landverkauf durch Ditmar aus dem Ensheimer Adelsgeschlecht an das Kloster Wadgassen. Der Erlös dieses Verkaufs diente wohl zur Deckung der Baukosten. Die Kirche von 1155 war eine kleine Halle mit kleinen Fenstern (anders als sonst üblich zur damaligen Zeit), Flachdecke und mit nach Osten ausgerichtetem Chorraum. An die Westmauer war ein Turm angebaut. Im Inneren war die Kirche bis mindestens zum Beginn der Reformationszeit mit Fresken bemalt. Auch war sie mit einer Orgel und zwei Glocken ausgestattet. Ein Dokument von 1717 bescheinigte dem Kirchengebäude einen guten Zustand, doch 1738 mahnte der Bischof von Metz wegen drohender Einsturzgefahr eine dringende Renovierung oder einen Neubau an. Die Ausführung wurde vom Kloster Wadgassen jedoch mehrfach hinausgezögert.
Im Jahr 1751 war die Schließung der gotischen Kirche offenbar nicht mehr abzuwenden, doch dauerte es noch drei Jahre bis Einigung über einen Neubau erzielt werden konnte, der bis zum 25. Juli (dem St.-Jakobi-Tag) 1755 fertiggestellt sein sollte. Heinrich Eckart, Baumeister der Abtei Wadgassen zeichnete für die Planung verantwortlich, während die örtliche Bauleitung dessen Sohn Nikolaus Eckart übernahm. Nachdem die alte Kirche abgebrochen war, baute man, unter Verwendung alten brauchbaren Materials, genau auf den Fundamenten des Vorgängerbaus. Allerdings wurde kein neuer Kirchturm errichtet, sondern auf dem Westgiebel ein hölzerner Dachreiter aufgesetzt. Aufgrund der Wirren in den Jahren während und nach der Französischen Revolution wurde die Pflege der Bausubstanz vernachlässigt, sodass sich die Kirche zu Beginn des 19. Jahrhunderts in einem schlechten baulichen Zustand befand.
Dieser Zustand wurde zwar bald behoben, aber wegen der angestiegenen Einwohnerzahl Ensheims war das Kirchengebäude inzwischen zu klein geworden, sodass über eine Vergrößerung nachgedacht werden musste. 1834 wurde die Vergrößerung vorgenommen, indem das Kirchenschiff um 6 Meter nach Westen erweitert wurde. Doch schon bald erwies sich die Erweiterung als unzureichend, es herrschte immer noch Platzmangel. Bevor man jedoch eine erneute Erweiterung ins Auge fasste, musste 1849 der barocke Hochaltar wegen Holzwurmbefalls restauriert werden. Auch die barocke Dekorationsmalerei musste einer Restaurierung unterzogen werden, was in den 1850er Jahren geschah. Kurz darauf wurde die Erneuerung der schadhaften Gipsdecke im Chorraum notwendig. Im Rahmen dieser Erneuerungsmaßnahmen erhielt der Hochaltar eine neue Vergoldung und hinter dem Altar wurde an der Rückwand ein großes Tafelbild angebracht. 1872 wurde die Innenrenovierung mit der erneuten Dekorierung der Wände im Chorraum sowie mit der Restaurierung der Seitenaltäre und der Kanzel abgeschlossen.
Im Jahr 1887 wurde ein erster Entschluss zur erneuten Erweiterung gefasst. Zuerst musste aber 1892 eine Notrenovierung der Kirche vorgenommen werden, da aufgrund von mehreren undichten Stellen im Dach Schneewasser eingedrungen war, durch einen Blitzeinschlag die komplette Vergoldung gebräunt und einige Stuckteile von der Decke gefallen waren. Eine weitere Baumaßnahme betraf die Sakristei an der Nordseite, die zu klein und zu feucht war und an der Südseite neu errichtet werden sollte, wobei im Untergeschoss eine Kapelle ihren Platz finden sollte. Die Ausführung wurde durch private Spender ermöglicht, und im März 1898 bekam der St. Ingberter Architekt Eichbaum den Auftrag zur Planung und Betreuung des Vorhabens.
1907 wurde schließlich eine umfassende Kirchenerweiterung beschlossen, nachdem wieder Stuckelemente von der Decke gefallen waren. Nachdem die Finanzierung gesichert war, konnte Architekt Wilhelm Schulte sen. (Neustadt) für die Planung und Baubetreuung des Erweiterungsbaus gewonnen werden. Die Baugenehmigung erteilte die pfälzische Bezirksregierung am 22. Januar 1908. Nach Abriss des alten Chorraums wurde an das Langhaus ein Querschiff, ein neuer Chor mit Sakristei und ein Turm angefügt. Die Kapelle von 1898 wurde in den Erweiterungsbau integriert. 1911 konnte der erweiterte Kirchenbau vom damaligen Speyerer Bischof Michael Faulhaber eingeweiht werden. 1933/34 wurde das Kircheninnere in Anlehnung an den Barock neu gestaltet, u. a. mit Wand- und Deckengemälden.
Während des Zweiten Weltkriegs wurde die Kirche mehrfach innen und außen schwer beschädigt. So fiel z. B. infolge eines Bombeneinschlags in unmittelbarer Nähe der Innenputz, und damit auch die Bemalung aus den 1930er Jahren zum größten Teil von Wänden und Decken. Auch die meisten Fenster wurden zerstört. Erhalten blieben nur das große Fenster mit der Darstellung der Taufe Jesu im südlichen Querschiff sowie ein Marienfenster und ein Fenster mit Szenen aus dem Leben des Kirchenpatrons Petrus in der Westfassade der Kirche. Bis die größten Schäden behoben waren dauerte es Jahre. Erst im Frühjahr 1953 erhielt der Innenraum einen neuen einfachen Anstrich.
Zwischen 1968 und 1972 wurde eine große und umfassende Außen- und Innenrenovierung durchgeführt, die vom Blieskasteler Architekten Karl Nenno geleitet wurde. Im Rahmen dieser Arbeiten wurde auch der Innenraum gemäß der Liturgiereform des Zweiten Vatikanischen Konzils (1962–1965) umgestaltet. Den Auftrag hierfür bekam Egon Stöckle (Oberfinning), der die Altarinsel im Schnittpunkt von Haupt- und Querschiff im modernen Stil neu gestaltete. Auch die Fenster wurden einer modernen Umgestaltung unterzogen, die von der Kunstglaserei Wilhelm Hack (Weilheim/Teck) nach Entwürfen von Heribert Glatzel ausgeführt wurde. In den Jahren 1994 bis 1996 erfolgte eine erneute und umfassende Außen- und Innenrenovierung.

## Baubeschreibung

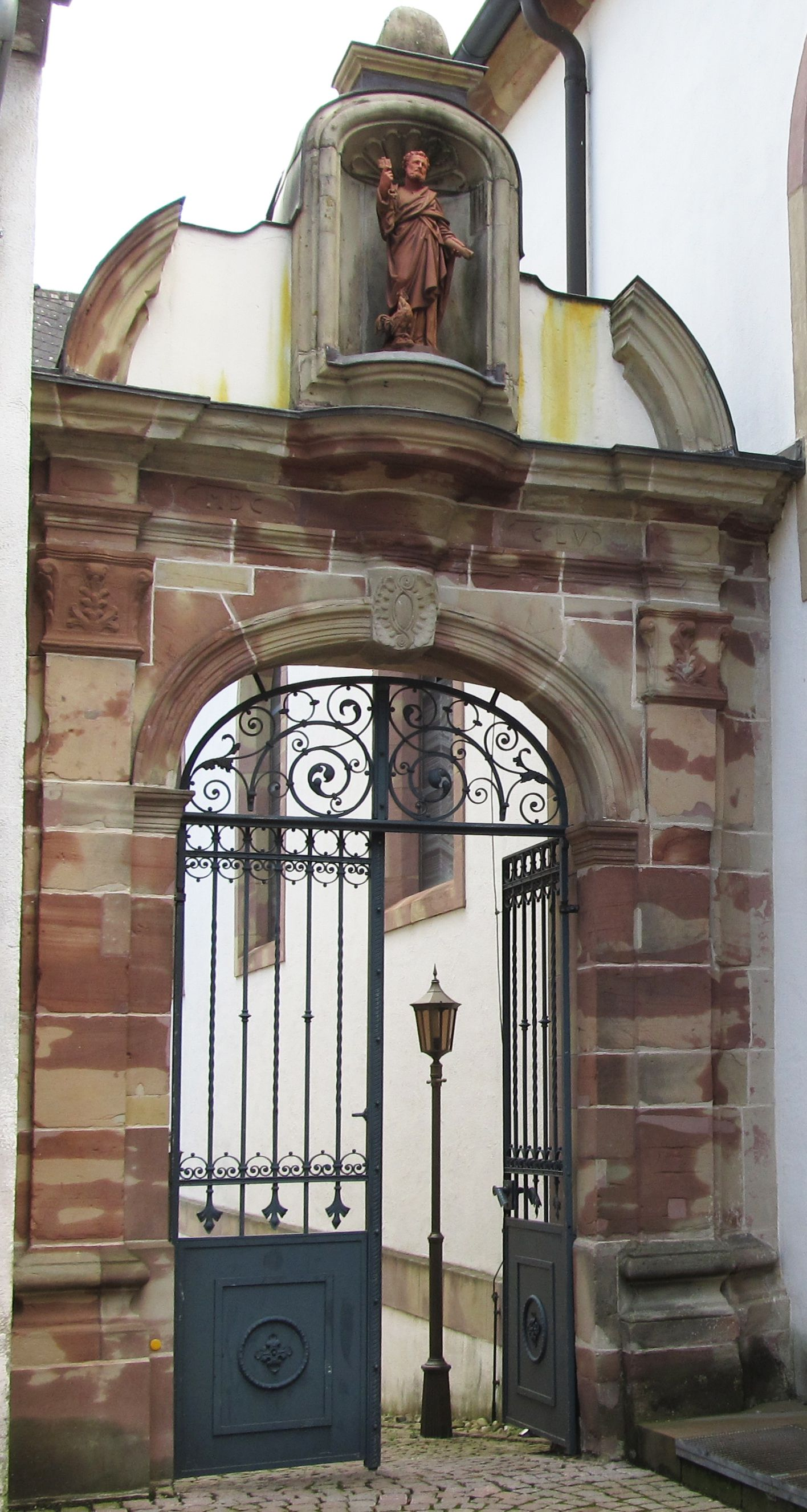
Ehemaliges Portal der Kirche

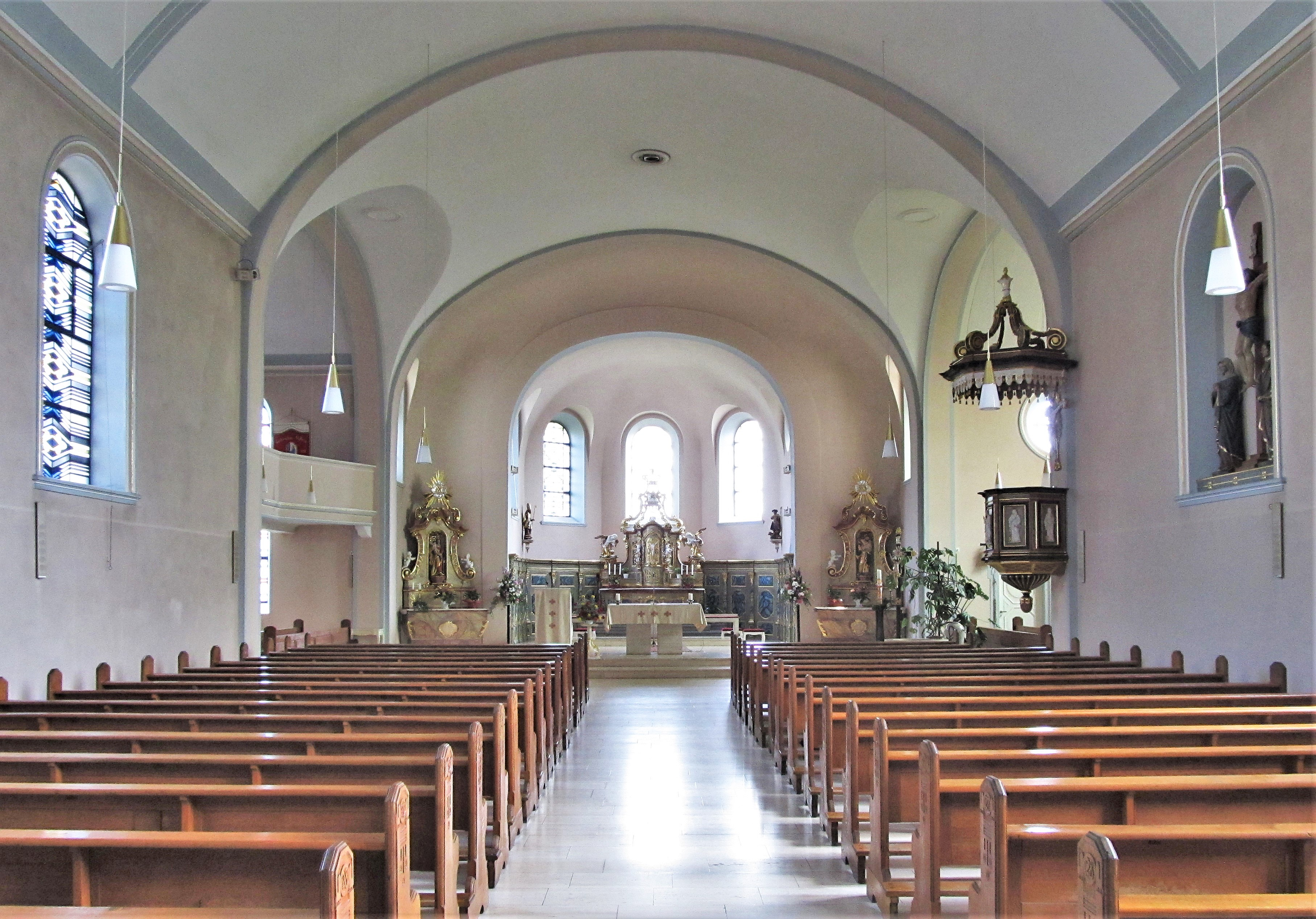
Blick ins Innere der Kirche

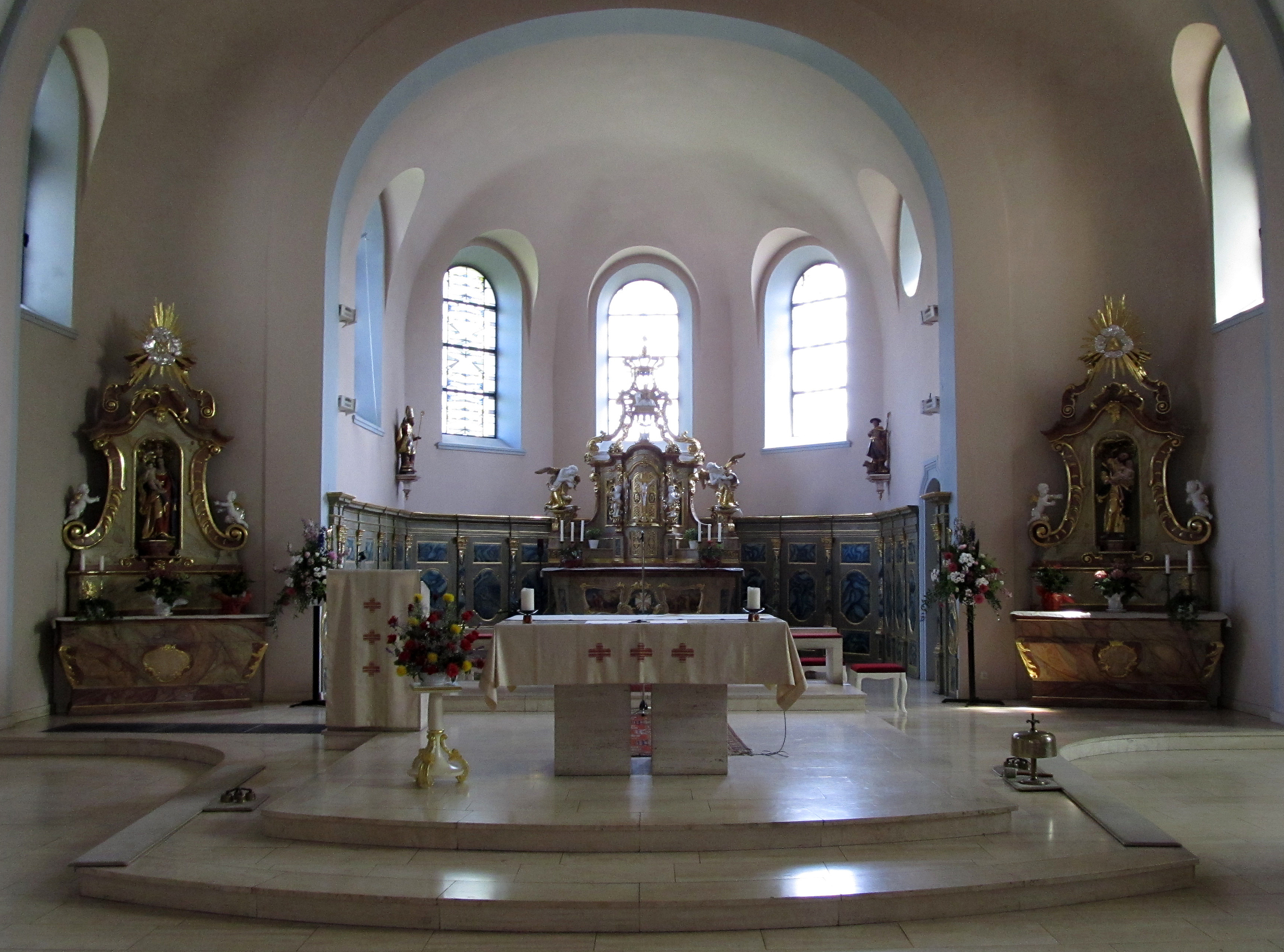
Blick in den Altarraum

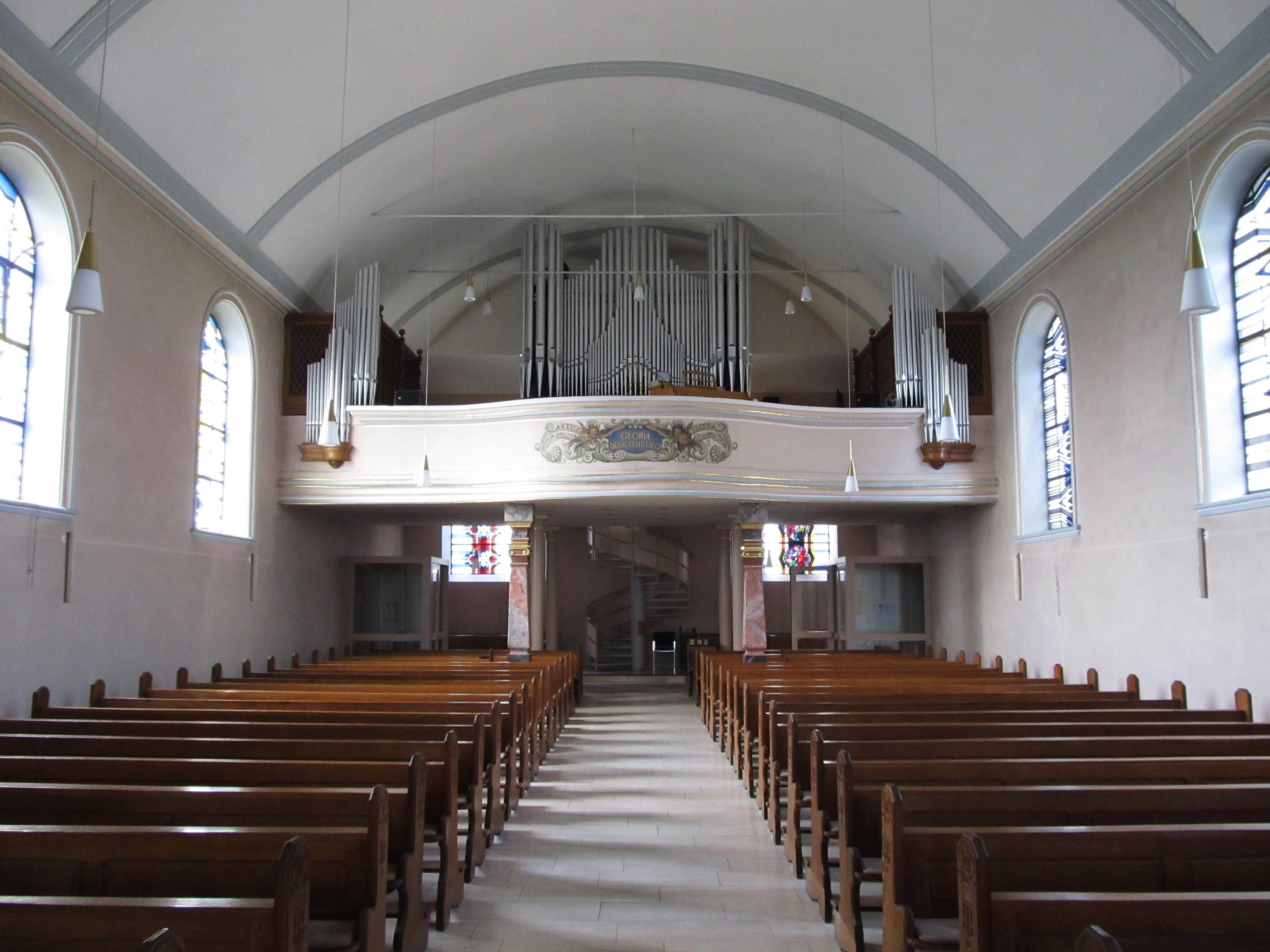
Blick vom Altarraum in Richtung Orgelempore

### Das Kircheninnere
Im Altarraum befindet sich der barocke Hochaltar, der in seiner Grundgestalt aus dem 18. Jahrhundert stammt, aber erst 1911 durch die Altarbaufirma Anton Vogel (Bergzabern) seine heutige Gestalt erhielt. Rechts und links neigen sich zwei große Anbetungsengel eines Lothringer Künstlers der Altarmitte zu. Sie stammen ebenfalls aus dem 18. Jahrhundert und waren wahrscheinlich bereits Bestandteil des ursprünglichen Barockaltars. Eine Wandvertäfelung umläuft den Altarraum, die ursprünglich aus einem der Häuser im Besitz der Abtei Wadgassen stammt. In diese Vertäfelung ist ein offener Beichtstuhl integriert. Die beiden Seitenaltäre wurden ebenfalls von der Firma Anton Vogel neu gestaltet. Die in Nischen der beiden Seitenaltäre aufgestellten Statuen von Maria und Josef sind Kopien von älteren Barockfiguren und wurden Anfang der 1960er Jahre der Pfarrei gestiftet.
Des Weiteren gehören zur Innenausstattung einige hölzerne Heiligenfiguren aus dem 18. Jahrhundert, eine Kreuzigungsgruppe die wahrscheinlich aus der Mitte des 19. Jahrhunderts stammt, sowie eine barocke Kanzel. An der Wand zwischen Kanzelkorb und Schalldeckel befindet sich ein Rokoko-Kruzifix, das von 1892 bis 1911 den Hochaltar schmückte. Die Kreuzigungsgruppe, die neben der Kanzel in einer zugemauerten Fensternische in der Langhaus-Seitenwand steht, befand sich von 1867 bis 1892 auf dem Hochaltar.
Unter der Empore im nördlichen Seitenschiff befindet sich seit 1986 ein Kreuzweg, der von Pater Peter Klein SAC künstlerisch gestaltet wurde. Die Gestaltung ist ungewöhnlich: In sieben Stationen werden den Stationen des Kreuzwegs Jesu Szenen aus dem Alten Testament gegenübergestellt; eine achte Station zeigt die Vision eines neuen Himmels und einer neuen Erde.
In einer Kapelle unter der Kirche befindet sich eine Pieta aus Lindenholz, die 1897 von der Firma Aloys Kalb (München) erworben wurde.

### Das Äußere der Kirche
Die Kirche wurde im Stil der Spätrenaissance bzw. des Frühbarock erbaut. Die Erweiterung des frühen 20. Jahrhunderts passte sich dem Stil an. Das Kirchengebäude hat verputzte Außenflächen und Giebel- und Fenstereinfassungen aus Haustein.
Neben der Kirche befindet sich ein barockes Portal aus Rotsandstein von 1755. Es hat einen hohen Aufbau mit Pilastern, deren oberer Abschluss zwei Kapitelle darstellen, auf denen ein kräftiges Gebälk mit gesprengtem Segmentgiebel ruht, darin befindet sich eine Figurennische mit St. Petrus. Bis zur ersten Kirchenerweiterung (1834) betrat man die Kirche durch dieses Portal, das heute als Torbogen zwischen der Kirche und einem Nachbarhaus steht. Damals führte es durch die Westfront der Kirche direkt nach innen.

## Glocken
Wahrscheinlich wurden schon im Mittelalter in Ensheim Glocken geläutet, doch gibt es hierzu kaum Quellen. Im Jahr 1577 werden in einigen Berichten Glocken erwähnt. In einem Vertrag von 1609 sagt das Kloster Wadgassen die „Versorgung der Kirche und der Glocken“ zu, während die Gemeinde sich um Pfarrhaus und den Pfarrer zu kümmern hat. Als 1755 die neue Kirche erbaut wurde, erwarb die Kirchengemeinde eine neue Glocke, über deren Größe und Verbleib allerdings keine Unterlagen erhalten geblieben sind.
Bis zum Bau des großen Kirchturms im Rahmen des Umbaus von 1907 bis 1909 besaß die Pfarrei ein Geläut von drei Glocken im Dachreiter auf dem Langhaus, von denen bis heute zwei erhalten sind. Der neue Turm bot nun Platz für mehr als drei Glocken, sodass 1913 eine vierte Glocke angeschafft wurde, die von der Glockengießerei Hamm (Frankenthal) gegossen wurde und 1067,5 kg wog. Sie war somit die bis dahin größte Glocke der Ensheimer Kirche. Im Juli 1917 mussten während des Ersten Weltkrieges drei der vier Glocken für Kriegszwecke abgegeben werden. Im September 1918 wurde auch noch die letzte Glocke beschlagnahmt und abtransportiert, wurde aber nicht mehr Kriegszwecken zugeführt, sodass sie nach Kriegsende wieder an die Kirchengemeinde zurückgegeben wurde. Trotz großer wirtschaftlicher Schwierigkeiten gelang es nach dem Krieg der Kirchengemeinde 1924 Ersatz für die beiden abtransportierten Glocken zu erhalten. Bei der Firma Mabilon & Co (Saarburg) wurden zwei neue Glocken in Auftrag gegeben: Eine „St.-Peter-Glocke“ (1050 kg, e′) und eine „Mutter-Gottes-Glocke“ (300 kg, h′) Gewicht. Am 4. Januar 1925 wurden sie von Bischof Ludwig Sebastian geweiht. 1942 wurden wiederum alle Glocken für Kriegszwecke beschlagnahmt. Diesmal im Zweiten Weltkrieg. Eine Glocke durfte allerdings im Turm verbleiben, und zwar die älteste 1784 gegossene Glocke aus der Wadgasser Zeit. Die Petrus-Glocke von 1856 überstand jedoch den Krieg und wurde im Januar 1948 nach Ensheim zurückgebracht.
Im Jahr 1955 goss die Saarlouiser Glockengießerei in Saarlouis-Fraulautern, die von Karl (III) Otto von der Glockengießerei Otto in Bremen-Hemelingen und dem Saarländer Alois Riewer 1953 gegründet worden war, für die Ensheimer Peters-Kirche in fünf Bronzeglocken mit den Schlagtönen: c′ – es′ – f′ – g′ – b′. Die Glocken haben folgende Durchmesser: 1586 mm, 1325 mm, 1179 mm, 1051 mm. 919 mm und wiegen: 2466 kg, 1465 kg, 1037 kg, 735 kg, 435 kg. Am 6. November 1955 wurden die Glocken in Saarlouis abgeholt und nach Ensheim gebracht, wo sie am 13. November 1955 feierlich von Speyerer Domkapitular Alfred Scheller geweiht wurden. Die beiden historischen Glocken kehrten wieder in den Dachreiter auf dem Langhaus zurück.
| Nr. | Name          | Ton | Gewicht (kg) | Pate/Patin                | Inschrift |
| 1   | St. Michael   | c1  | 2300         | Heimkehrerverband Ensheim | „St. Michael, beschütz mit deinem Schild und Schwert die Kirch’, den Hirten und die Herd! Zum Gedächtnis der Gefallenen und Vermissten“ |
| 2   | Christ-König  | es1 | 1400         | Helmut Breier             | „Jesus Christus, König und Mittelpunkt unserer Familien, segne unsere Familien“                                                         |
| 3   | St. Petrus    | f1  | 1000         | Gemeinde Ensheim          | „Du bist Petrus der Fels und auf diesen Felsen will ich meine Kirche bauen“                                                             |
| 4   | Mutter Gottes | g1  | 700          | Mütterverein              | „O gütige, o milde, o süße Jungfrau Maria“                                                                                              |
| 5   | St. Barbara   | b1  | 500          | Pensionärverein           | „Die Mutter ruft in bangen Nöten: St. Barbara hilf! Wer meiner Hilfe im Leben gedenkt, dem sei ein gutes Sterben geschenkt“             |

Die Kirche besitzt neben den fünf Glocken im Turm noch zwei historische Glocken, die sich in dem Dachreiter des Langhauses befinden. Zum einen die „St.-Petrus-Glocke“ von 1865 (675 kg, g1) und die „St.-Maria-Glocke“ von 1784 (400 kg, a1). Sie blieben von der Beschlagnahme und Einschmelzung während der beiden Weltkriege verschont. Allerdings harmonieren sie in ihrer Intonation nicht mit dem übrigen Geläut, sodass sie nur noch separat zu besonderen Anlässen, wie z. B. Kindstaufen, läuten.

## Orgel

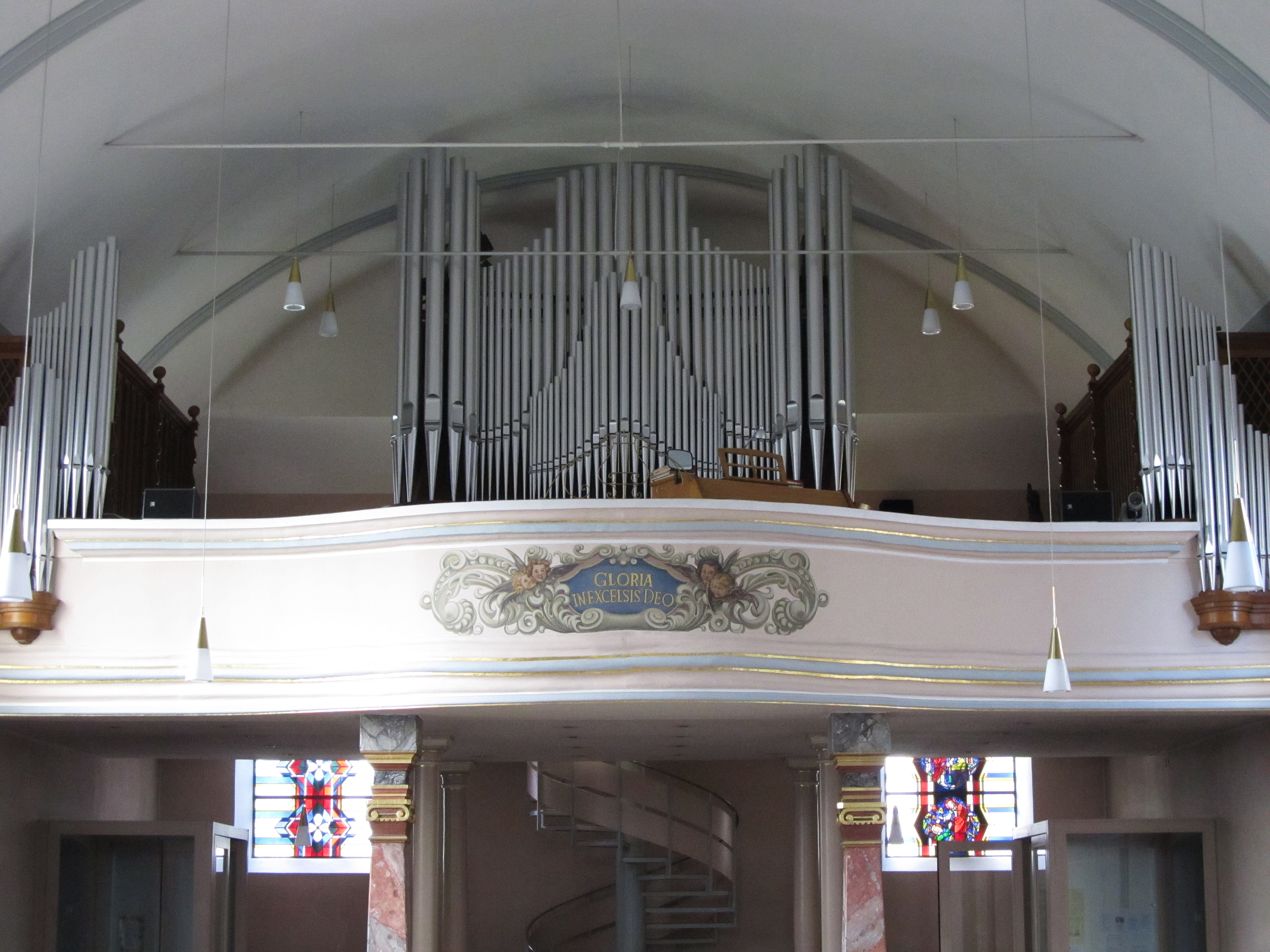
Blick auf den Orgelprospekt

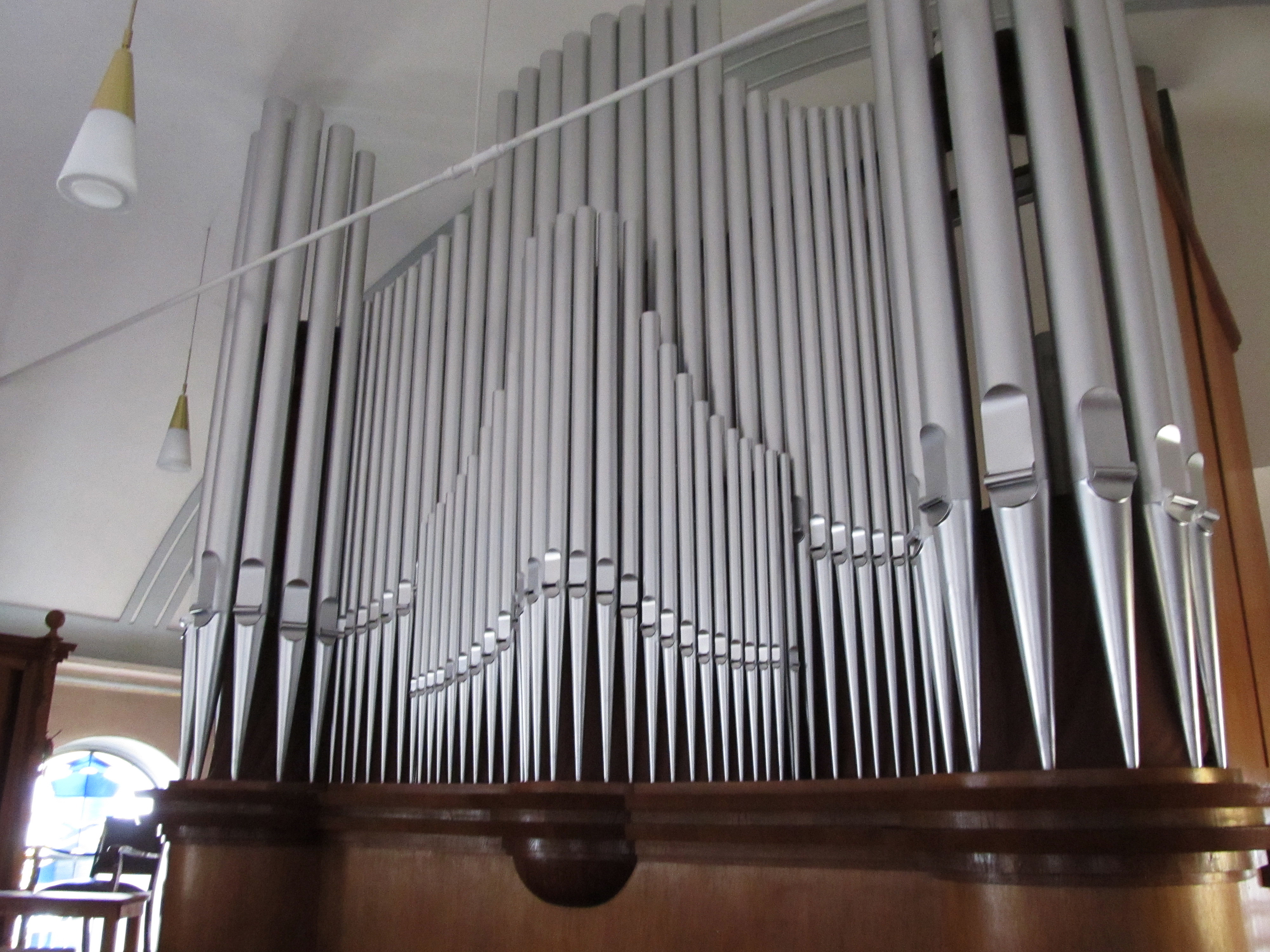
Ein Teil des Orgelprospektes aus der Nähe betrachtet

In der alten gotischen Kirche befand sich mit hoher Wahrscheinlichkeit zu Beginn der Reformationszeit eine kleinere Orgel. Sie wurde nach 1680 durch den Wadgasser Orgelbauer Johann Jacob Cramer wieder spielbar gemacht, nachdem sie möglicherweise über Jahrzehnte nach Beginn der Reformation nicht benutzt wurde, und auch in der neuen Kirche von 1755 weiter Verwendung fand. Allerdings war das Instrument recht anfällig und musste in den Jahren 1811 und 1845 größeren Reparaturen unterzogen werden. Bei der Reparatur von 1845, die der Orgelbauer Hemmert (Remlingen/Lothringen) vornahm, traten große und auf die Dauer irreparable Schäden zu Tage, sodass die Ensheimer Kirchenverwaltung die Orgel im Jahr 1860 verkaufte. Die Orgelbaufirma Schlimbach (Speyer) wurde mit dem Bau einer neuen, größeren, zweimanualigen Orgel beauftragt. Nach der Erweiterung der Kirche 1908/09 erfuhr das Instrument eine umfassende Renovierung durch die Werkstatt Franz Kämmerer (Speyer), die auch eine Erweiterung um einige Register vornahm. Zunächst fand die Orgel Aufstellung auf der Seitenempore und wurde am 18. September 1910 eingeweiht. Weil sich der Klang des Instruments auf der Seitenempore nicht richtig entfaltete und die Orgel Feuchtigkeit ausgesetzt war, wurde sie 1928 auf der Hauptempore zurückversetzt.
Aufgrund von Kriegsschäden war ein Neubau der Orgel erforderlich, der unter Verwendung alter Bauteile, 1953 von der Firma Gebr. Späth Orgelbau (Mengen) als Opus 582 durchgeführt wurde. Erbaut wurde die Orgel mit einem Freipfeifenprospekt am gleichen Platz wie die Vorgängerin auf der Hauptempore. Das Instrument besitzt 25 Register auf drei Manualen und Pedal und einen freistehenden Spieltisch. Die Windladen sind elektropneumatische Kegelladen.
2003 wurde die Orgel durch die Firma Hugo Mayer Orgelbau (Heusweiler) einer gründlichen Renovierung und Restaurierung unterzogen.
| I Hauptwerk C–g3 |              |     |
| 1.               | Bourdon      | 16′ |
| 2.               | Prinzipal    | 8′  |
| 3.               | Hohlflöte    | 8′  |
| 4.               | Oktave       | 4′  |
| 5.               | Flöte        | 4′  |
| 6.               | Octave       | 2′  |
| 7.               | Mixtur IV–VI |     |
| 8.               | Trompete     | 8′  |

| II Positiv C–g3 |              |       |
| 9.              | Quintade     | 8′    |
| 10.             | Prinzipal    | 4′    |
| 11.             | Flageolet    | 2′    |
| 12.             | Quinte       | 1 ⁄3′ |
| 13.             | Cymbel III   |       |
| 14.             | Rohrschalmey | 4′    |
|                 | Tremulant    |       |

| III Schwellwerk C–g3 |                |    |
| 15.                  | Rohrgedeckt    | 8′ |
| 16.                  | Salicional     | 8′ |
| 17.                  | Nachthorn      | 4′ |
| 18.                  | Blockflöte     | 2′ |
| 19.                  | Cornett IV–V   |    |
| 20.                  | Trompetenregal | 8′ |
|                      | Tremulant      |    |

| Pedal C–f1 |               |            |
| 21.        | Principalbass | 16′        |
| 22.        | Subbass       | 16′        |
| 23.        | Octavbass     | 8′         |
| 24.        | Gedecktbass   | 8′         |
| 25.        | Choralbass    | 4′         |
| 26.        | Bassflöte     | 4′         |
| 27.        | Sopran        | 2′         |
| 28.        | Hintersatz IV | [ Anm. 2 ] |
| 29.        | Posaune       | 16′        |

- Koppeln: II/I, III/I, III/II, I/P, II/P, III/P
- Spielhilfen: Auslöser, zwei freie Kombinationen, eine Pedalkombination, Tutti, Walze, Walze ab, Zungeneinzelabsteller

Anmerkungen
1. 1 2 3  
Oktavauszug aus Subbaß 16'
2. ↑  
Transmission aus dem Hauptwerk